# 萨斯喀彻温堡
萨斯喀彻温堡（Fort Saskatchewan），加拿大艾伯塔省城市，位于埃德蒙顿东北25公里，北萨斯喀彻温河畔。总人口27,464（2021年）。该地经济以重工业与商业为主。